# 나카타니촌 (효고현)
나카타니촌(中谷村)은 일본 효고현 가와베군에 설치되었던 촌이다. 1955년 무쓰세촌과 합병하여 현재의 이나가와정이 되면서 소멸하였다.